# Воронеж (анимационная студия)
Анимационная студия «Воронеж» (ранее — Wizart Animation и InlayFilm) — российская мультипликационная студия, базирующаяся в Воронеже. Студия специализируется на производстве полнометражных анимационных фильмов, сериалов, а также их распространении и продвижении на внутреннем и международном рынках. Первоначально основанная в 2007 году под названием InlayFilm, в 2012 году она была переименована в Wizart Animation. В августе 2022 года компания сменила название на «Воронеж».

## История
Wizart Animation была основана в 2007 году в Воронеже на базе компании, занимающейся разработкой и локализацией мультимедийных продуктов и программного обеспечения. На текущий момент на студии в Воронеже работают более 350 специалистов из разных городов России, СНГ и зарубежья. В 2012 году был проведён ребрендинг, и в Москве открыто бизнес-подразделение, которое занимается продвижением и продажей проектов на российской и заграничной территориях.
Первый фильм студии «Снежная Королева», сопродюсером которого выступила компания «Базелевс», был выпущен более чем в 30 странах мира в кинотеатрах, на TB и DVD. Вторая часть анимационной франшизы «Снежная королева 2: Перезаморозка», одновременно с выходом в России, был показан в кинотеатрах Великобритании, Польши, Израиля, Южной Кореи и стран Ближнего Востока. Обе части франшизы были проданы более чем в 130 стран мира.
Третья часть франшизы «Снежная королева 3: Огонь и лёд» вышпа в прокат 29 декабря 2016 года при поддержке Universal Pictures International.
К 2020 году студия Wizart Animation планировала выпустить сериал по мотивам мультфильма «Снежная королева».

## Признание
- 2015 — 20 ОРФАК в Суздале: Приз от Reed MIDEM — сертификат на участие в MIPJunior, крупнейшем международном рынке развлекательного контента для детей и юношества, вручён студии Wizart Animaion за сериал «ЙОКО»[5].
- 2015 — в июне проходил Международный анимационный фестиваль в Аннеси и одновременно крупнейший европейский кинорынок MIFA. На форуме был озвучен список 25 лучших мировых анимационных студий по версии крупнейшего журнала в мире анимации Animation Magazine. В это число впервые вошли 2 российские студии: КиноАтис (про Белку и Стрелку) и студия Wizart Animation[6].

## Фильмография

### Полнометражные анимационные фильмы
| №  | Название                                     | Дата выпуска    |
| -- | -------------------------------------------- | --------------- |
| 1  | Снежная королева                             | 31 декабря 2012 |
| 2  | Снежная королева 2: Перезаморозка            | 1 января 2015   |
| 3  | Волки и овцы: бееезумное превращение         | 28 апреля 2016  |
| 4  | Снежная королева 3: Огонь и лёд              | 29 декабря 2016 |
| 5  | Снежная королева: Зазеркалье                 | 1 января 2019   |
| 6  | Волки и овцы: Ход свиньёй                    | 24 января 2019  |
| 7  | Ганзель, Гретель и Агентство Магии           | 18 марта 2021   |
| 8  | Снежная королева: Разморозка                 | 16 февраля 2023 |
| 9  | Руслан и Людмила: Больше, чем сказка         | 24 августа 2023 |
| 10 | Ганзель и Гретель: Миссия «Спящая красавица» | 22 мая 2025     |
| 11 | Доктор Айболит                               | 19 марта 2026   |

### Короткометражные анимационные фильмы
| № | Название                   | Дата выпуска |
| - | -------------------------- | ------------ |
| 1 | Котёнок с улицы Лизюкова 2 | 2017         |
| 2 | Новые горизонты            | 2022         |

### Анимационные сериалы
| № | Название                          | Период трансляции           |
| - | --------------------------------- | --------------------------- |
| 1 | Снежная Королева: Хранители Чудес | 4 ноября 2019 — 1 июня 2021 |
| 2 | Супергерои.ру                     | 2 ноября 2023 — н.в.        |

Предстоящие мультсериалы
| № | Название      | Дата выпуска |
| - | ------------- | ------------ |
| 3 | Герои Арктики | 2025         |